# Gernot Reinstadler
Gernot Reinstadler (24 de agosto de 1970 – 19 de enero de 1991) fue un esquiador austriaco. Fue considerado como uno de los talentos del equipo de descenso austriaco de principios de 1990.
Durante un entrenamiento para la prueba de descenso del Lauberhorn, en Wengen (Suiza), en el momento de entrar en el último giro en S durante su descenso, Reinstadler perdió el control e impactó a gran velocidad contra las barreras de seguridad de la pista. Uno de los esquíes quedó enganchado en una de las barreras, lo que le provocó una fractura de la pelvis y graves heridas internas, incluyendo hemorragias masivas que requirieron hasta 35 litros de transfusiones de sangre. Reinstadler murió la misma noche del accidente en el hospital de Interlaken por la extrema gravedad de las lesiones.
La muerte de Gernot Reinstadler hizo cancelar la edición de Lauberhorn 1991. Para la prueba del año siguiente se adoptaron mejoras en las medidas de seguridad.